# Pedro de Felipe
Pedro Eugenio de Felipe Cortés (Madrid, 18 de julho de 1944 - Madrid, 12 de abril de 2016) foi um futebolista espanhol que jogou como zagueiro central.

## Carreira
Pedro de Felipe chegou ao Real Madrid em 1964 aos 20 anos, jogando apenas quatro jogos na Liga na primeira temporada, mas acumulando 45 jogos nas duas temporadas seguintes, ganhando a Liga dos Campeões em 1965- 66 jogando sete partidas.
Em 28 de setembro de 1967, depois de jogar três jogos com um problema no menisco, Felipe foi submetido à uma cirurgia, ficando vários meses sem jogar. Ele ainda conseguiu jogar regularmente durante dois de seus últimos quatro anos com os Merengues, deixando o clube em 1972 e jogando mais seis temporadas com o RCD Espanyol, aposentando com 34 anos fazendo 247 jogos na primeira divisão espanhola em 14 temporadas.

## Na Seleção
Pedro De Felipe jogou um jogo na Seleção Espanhola de Futebol, jogando os 90 minutos em um amistoso contra a Turquia em 17 de outubro de 1973, em Istambul.

## Morte
De Felipe morreu em 12 de abril de 2016 em Madrid, vitima de um câncer. Ele tinha 71 anos. 

## Títulos
- La Liga: 1964-65, 1966-67, 1967-68, 1968-69 e 1971-72
- Copa del Rey: 1969-70
- Liga dos Campeões: 1965-66